# ファイサル・ビン・シャムラン
ファイサル・ビン・シャムラーン（アラビア語: فيصل بن شملان、Faisal Bin Shamlan、1934年 - 2010年1月1日）は、イエメンの政治家。
ハドラマウト出身。イギリス・キングストン大学卒業（土木工学）。
1960年代の南イエメン時代に石油相を務めており、1994年にもアリ・アブドッラー・サーレハ大統領のもとで石油・鉱物大臣を務めている。
2006年に行われたイエメンの大統領選挙では現職のアリー・アブドッラー・サーレハへの対抗馬として主要野党連合より選出された。最有力対立候補として見られていたものの、ボディガードがアルカーイダとのつながりを持っているとして逮捕されるなど苦戦し、21.82％しか票を得られず、77.17％の票を獲得した現職に敗北した。
2009年の末から頭部に腫瘍を患わっており、インドの病院で入院していた。イエメンに帰国した10日後の2010年1月1日、アデンにて75歳で亡くなった。